# Ferreux-Quincey
Ferreux-Quincey és un municipi francès situat al departament de l'Aube i a la regió del Gran Est. L'any 2007 tenia 341 habitants.

## Demografia

### Població
El 2007 la població de fet de Ferreux-Quincey era de 341 persones. Hi havia 132 famílies de les quals 28 eren unipersonals (8 homes vivint sols i 20 dones vivint soles), 48 parelles sense fills, 48 parelles amb fills i 8 famílies monoparentals amb fills.
La població ha evolucionat segons el següent gràfic:
Habitants censats

### Habitatges
El 2007 hi havia 178 habitatges, 134 eren l'habitatge principal de la família, 27 eren segones residències i 17 estaven desocupats. Tots els 177 habitatges eren cases. Dels 134 habitatges principals, 126 estaven ocupats pels seus propietaris, 3 estaven llogats i ocupats pels llogaters i 5 estaven cedits a títol gratuït; 9 tenien dues cambres, 24 en tenien tres, 33 en tenien quatre i 68 en tenien cinc o més. 111 habitatges disposaven pel capbaix d'una plaça de pàrquing. A 48 habitatges hi havia un automòbil i a 76 n'hi havia dos o més.

### Piràmide de població
La piràmide de població per edats i sexe el 2009 era:
| Homes | Edats   | Dones |
| ----- | ------- | ----- |
| 0     | 95 o +  | 0     |
| 0     | 90 a 94 | 0     |
| 0     | 85 a 89 | 0     |
| 0     | 80 a 84 | 0     |
| 8     | 75 a 79 | 8     |
| 12    | 70 a 74 | 4     |
| 12    | 65 a 69 | 20    |
| 0     | 60 a 64 | 8     |
| 12    | 55 a 59 | 0     |
| 28    | 50 a 54 | 28    |
| 8     | 45 a 49 | 12    |
| 20    | 40 a 44 | 8     |
| 16    | 35 a 39 | 12    |
| 4     | 30 a 34 | 4     |
| 4     | 25 a 29 | 8     |
| 12    | 20 a 24 | 0     |
| 16    | 15 a 19 | 16    |
| 8     | 10 a 14 | 8     |
| 8     | 5 a 9   | 12    |
| 4     | 0 a 4   | 20    |

## Economia
El 2007 la població en edat de treballar era de 221 persones, 148 eren actives i 73 eren inactives. De les 148 persones actives 132 estaven ocupades (75 homes i 57 dones) i 16 estaven aturades (11 homes i 5 dones). De les 73 persones inactives 32 estaven jubilades, 16 estaven estudiant i 25 estaven classificades com a «altres inactius».

### Ingressos
El 2009 a Ferreux-Quincey hi havia 146 unitats fiscals que integraven 360 persones, la mediana anual d'ingressos fiscals per persona era de 18.177 €.

### Activitats econòmiques
Dels 11 establiments que hi havia el 2007, 1 era d'una empresa extractiva, 1 d'una empresa de construcció, 1 d'una empresa de comerç i reparació d'automòbils, 1 d'una empresa de transport, 1 d'una empresa d'hostatgeria i restauració, 2 d'empreses de serveis, 2 d'entitats de l'administració pública i 2 d'empreses classificades com a «altres activitats de serveis».
Dels 2 establiments de servei als particulars que hi havia el 2009, 1 era un paleta i 1 restaurant.
L'any 2000 a Ferreux-Quincey hi havia 13 explotacions agrícoles que ocupaven un total de 775 hectàrees.

## Poblacions més properes
El següent diagrama mostra les poblacions més properes.